# Thai Mueang (huyện)
Thai Mueang (tiếng Thái: ท้ายเหมือง) là một huyện (amphoe) ở tỉnh Phang Nga miền nam Thái Lan.

## Địa lý
Các huyện giáp ranh (từ phía bắc theo chiều kim đồng hồ) là Takua Pa, Kapong, Mueang Phang Nga và Takua Thung. Phía tây là biển Andaman.
Vườn quốc gia Khao Lampi - Hat Thai Mueang được thành lập năm 1986 với diện tích 72 km². Vườn quốc gia này gồm 2 phần – bãi biển Thai Mueang cũng như rừng mưa nhiệt đới tại núi Lampi.

## Hành chính
Huyện này được chia thành 6 phó huyện (tambon), các đơn vị này lại được chia ra thành 40 làng (muban). Thai Mueang là thị trấn (thesaban tambon). Có 6 Tổ chức hành chính tambon. 
| \| STT \| Tên \| Tên tiếng Thái \| Số làng \| Dân số \| \| \| 1. \| Thai Mueang \| ท้ายเหมือง \| 9 \| 11.172 \| \| \| 2. \| Na Toei \| นาเตย \| 9 \| 8.919 \| \| \| 3. \| Bang Thong \| บางทอง \| 7 \| 5.075 \| \| \| 4. \| Thung Maphrao \| ทุ่งมะพร้าว \| 11 \| 8.908 \| \| \| 5. \| Lam Phi \| ลำภี \| 7 \| 4.827 \| \| \| 6. \| Lam Kaen \| ลำแก่น \| 6 \| 6.646 \| \| | Map of Tambon |                |         |        |  |
| STT | Tên           | Tên tiếng Thái | Số làng | Dân số |  |
| 1. | Thai Mueang   | ท้ายเหมือง       | 9       | 11.172 |  |
| 2. | Na Toei       | นาเตย          | 9       | 8.919  |  |
| 3. | Bang Thong    | บางทอง         | 7       | 5.075  |  |
| 4. | Thung Maphrao | ทุ่งมะพร้าว       | 11      | 8.908  |  |
| 5. | Lam Phi       | ลำภี            | 7       | 4.827  |  |
| 6. | Lam Kaen      | ลำแก่น          | 6       | 6.646  |  |